# Hylaeus rotensis
Hylaeus rotensis är en biart som först beskrevs av Keizo Yasumatsu 1939.  Hylaeus rotensis ingår i släktet citronbin, och familjen korttungebin. Inga underarter finns listade i Catalogue of Life.